# Muhlenbergia montana
Muhlenbergia montana là một loài thực vật có hoa trong họ Hòa thảo. Loài này được (Nutt.) Hitchc. mô tả khoa học đầu tiên năm 1920.